# Handley Page H.P.47
Handley Page H.P.47 là một loại máy bay ném bom của Anh trong thập niên 1930, chỉ có 1 chiếc được chế tạo.

## Tính năng kỹ chiến thuật
Dữ liệu lấy từ Barnes & James 1987, tr. 346
Đặc điểm tổng quát
- Kíp lái: 2
- Chiều dài: 37 ft 7½ in (11.51 m)
- Sải cánh: 58 ft (17.7 m)
- Chiều cao:  ()
- Diện tích cánh: 438 ft2 (40.7 m²)
- Trọng lượng rỗng: 5.362 lb (2.435 kg)
- Trọng lượng có tải: 7.708 lb (3.500 kg)
- Động cơ: 1 × Bristol Pegasus IIIM, 690 (515)

 Hiệu suất bay 
- Vận tốc cực đại: 161 mph (245 km/h)
- Tầm bay: 1.250 dặm (2.150 km)
- Trần bay: 19.900 ft (5.940 m)

Trang bị vũ khí

- Súng: 1 × súng máy Vickers và 1× súng máy Lewis.303 in (7,7 mm)